# یواس‌اس پرکینز (دی‌دی-۸۷۷)
یواس‌اس پرکینز (دی‌دی-۸۷۷) (به انگلیسی: USS Perkins (DD-877)) یک کشتی بود که طول آن ۳۹۰ فوت ۶ اینچ (۱۱۹٫۰۲ متر) بود. این کشتی در سال ۱۹۴۴ ساخته شد.